# Mehmet Ali Ağca
Mehmet Ali Ağca (* 9. ledna 1958 Hekimhan, Malatya) je turecký ultranacionalista a atentátník. V roce 1979 zavraždil tureckého novináře Abdiho İpekçiho a roku 1981 se v Římě pokusil o atentát na papeže Jana Pavla II.

## Životopis
Ali Ağca patřil k nacionalistickým Šedým vlkům (Bozkurtlar). V Istanbulu a Ankaře organizoval pouliční bitky proti levicově a kemalisticky orientovaným studentům.
Dne 1. února 1979 zabil šéfa tureckých novin Milliyet, novináře Abdiho İpekçiho. Po vraždě uprchl s Halukem Kırcim, dalším vysoce postaveným členem Bozkurtlaru, do Erzurumu, kde se ukryl. I když ho po návratu do Istanbulu policie zatkla, 24. listopadu 1979 se mu podařilo z vojenské věznice Maltepe uprchnout. Existují spekulace, že mu při útěku pomáhali vojáci napojení na Bozkurtlar, oficiální místa však toto nikdy nepotvrdila.

### Po návratu do Turecka
V Turecku byl v nepřítomnosti odsouzen za vraždu novináře k trestu smrti. To bylo změněno na doživotí a nakonec na 36 let vězení. V rámci amnestie byl propuštěn z vězení 12. ledna 2006. Toto rozhodnutí však bylo zrušeno, protože nebylo možné započítat čas strávený v italské věznici, a 20. ledna byl Ağca znovu uvězněn.
V květnu 2008 zažádal Ağca o polské občanství; dle svého právníka se chtěl po svém propuštění v Polsku usadit.
Dne 18. ledna 2010 byl propuštěn z věznice Sincan v Ankaře. Na počátku roku 2013 prohlásil, že atentát inicioval ajatolláh Rúholláh Chomejní.